# Hypsipetes
Hypsipetes is een geslacht van zangvogels uit de familie Pycnonotidae (buulbuuls).

## Soorten
Dit geslacht telt 26 soorten die bijna allemaal uitsluitend op eilanden voorkomen:
- Hypsipetes affinis  – Molukse buulbuul
- Hypsipetes amaurotis  – Bruinoorbuulbuul
- Hypsipetes aureus  – Togianbuulbuul
- Hypsipetes borbonicus  – Réunionbuulbuul
- Hypsipetes catarmanensis  – Camiguinbuulbuul
- Hypsipetes chloris  – Halmaherabuulbuul
- Hypsipetes crassirostris  – Diksnavelbuulbuul
- Hypsipetes everetti  – Everetts buulbuul
- Hypsipetes ganeesa  – Ghatsbuulbuul
- Hypsipetes guimarasensis  – Visayabuulbuul
- Hypsipetes harterti  – Banggaibuulbuul
- Hypsipetes leucocephalus  – Himalayaanse zwarte buulbuul
- Hypsipetes longirostris  – Sulabuulbuul
- Hypsipetes lucasi  – Obibuulbuul
- Hypsipetes madagascariensis  – Zwarte buulbuul
- Hypsipetes mindorensis  – Mindorobuulbuul
- Hypsipetes moheliensis  – Mohélibuulbuul
- Hypsipetes mysticalis  – Burubuulbuul
- Hypsipetes nicobariensis – Nicobarenbuulbuul
- Hypsipetes olivaceus  – Mauritiusbuulbuul
- Hypsipetes parvirostris  – Grande-Comorebuulbuul
- Hypsipetes philippinus  – Roodborstbuulbuul
- Hypsipetes platenae  – Sangirbuulbuul
- Hypsipetes rufigularis  – Zamboangabuulbuul
- Hypsipetes siquijorensis  – Leikruinbuulbuul
- Hypsipetes thompsoni  – Binghams buulbuul